# Polystichum magnificum
Polystichum magnificum är en träjonväxtart som beskrevs av Harvey Eugene Ballard. Polystichum magnificum ingår i släktet Polystichum och familjen Dryopteridaceae. Inga underarter finns listade.